# Engyprosopon grandisquama
 Engyprosopon grandisquama és un peix teleosti de la família dels bòtids i de l'ordre dels pleuronectiformes.

## Morfologia
Pot arribar als 15 cm de llargària total.

## Distribució geogràfica
Es troba des de les costes de l'Àfrica oriental fins a Nova Caledònia, Austràlia i el sud del Japó.